# Yannick Proske
Yannick Proske (* 10. Juni 2003 in Weißwasser/Oberlausitz) ist ein deutscher Eishockeyspieler, der seit Oktober 2023 bei den Adler Mannheim aus der Deutschen Eishockey Liga (DEL) unter Vertrag steht und dort auf der Position des rechten Flügelstürmers spielt. Zuvor war Proske bereits für die Iserlohn Roosters in der DEL aktiv. Sein älterer Bruder Florian Proske war ebenfalls professioneller Eishockeyspieler.

## Karriere

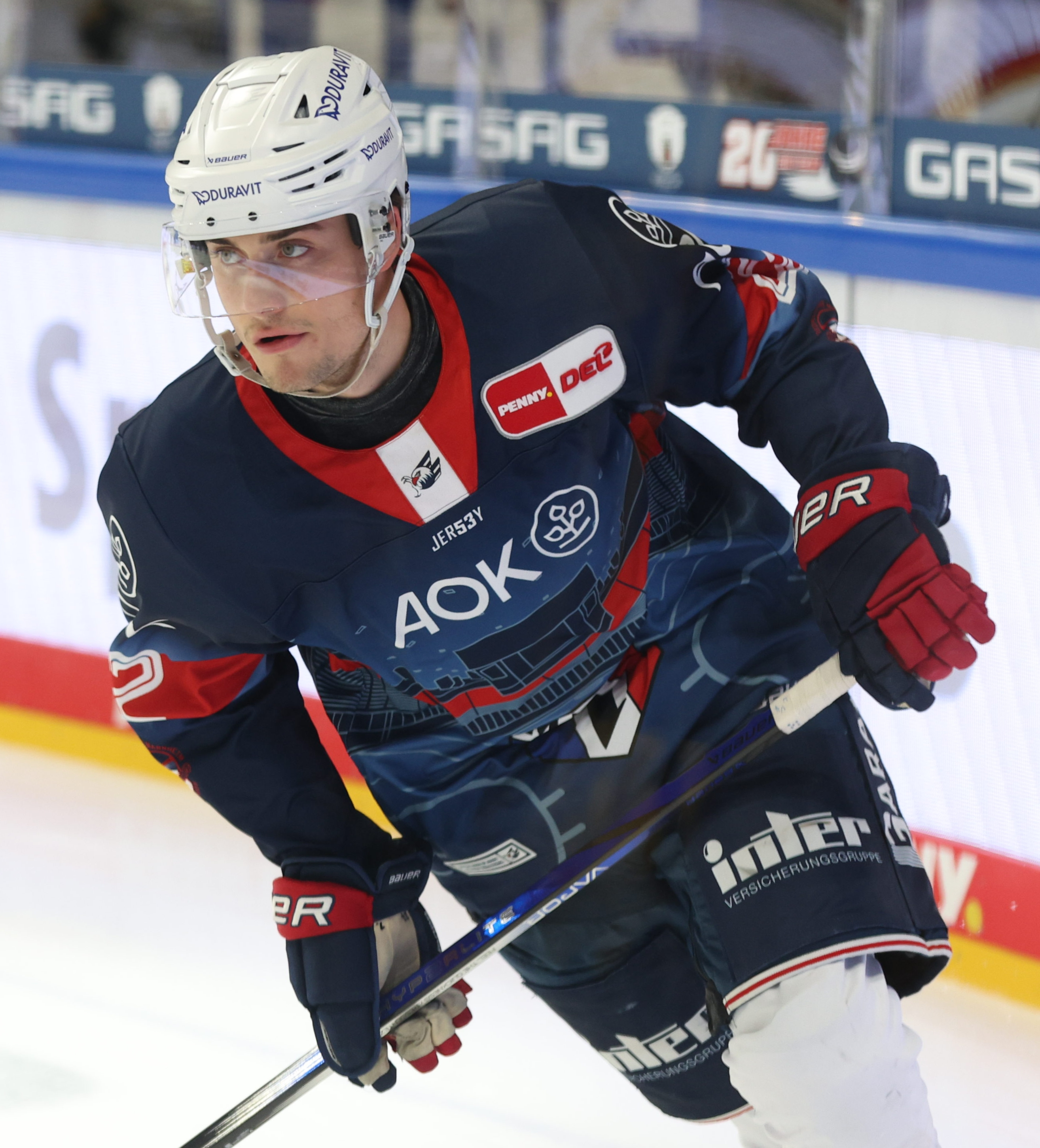
Proske im Trikot der Adler Mannheim (2024)

Proske war bis 2019 im Nachwuchs des ES Weißwasser und ESC Dresden aktiv, bevor er zu den Jungadler Mannheim wechselte. Zur Saison 2020/21 erhielt der 17-jährige Stürmer seinen ersten Profivertrag und stand für die Iserlohn Roosters in der Deutschen Eishockey Liga (DEL) auf dem Eis.
Im Import Draft der Canadian Hockey League (CHL), dem Dachverband der drei höchstklassigen kanadischen Nachwuchsligen, wurde Proske im Jahr 2021 von den Spokane Chiefs aus der Western Hockey League (WHL) in der zweiten Runde an Position 110 gezogen und wechselte von den Roosters zu den Chiefs an die US-amerikanische Westküste. In der WHL erzielte Proske 30 Scorerpunkte in 58 Spielen. Im Juli 2022 kehrte er zu den Roosters zurück, absolvierte im Saisonverlauf verletzungsbedingt aber nur 20 Spiele. Im Oktober 2023 wurde der Vertrag mit dem Angreifer aufgelöst, der daraufhin im Tausch für Taro Jentzsch zu seinem Ausbildungsverein Adler Mannheim transferiert wurde.

### International
Proske ist bereits seit 2018, als er in der U16-Auswahl debütierte, ein fester Bestandteil der Juniorennationalmannschaften des Deutschen Eishockey-Bundes (DEB). Bei der U18-Junioren-Weltmeisterschaft 2021 im US-Bundesstaat Texas war er Assistenzkapitän der deutschen U18-Auswahl. Ebenso spielte er bei der U20-Junioren-Weltmeisterschaft 2022, die nach dem zwischenzeitlichen Abbruch des ersten Events im August 2022 ausgetragen wurde, und der U20-Junioren-Weltmeisterschaft 2023.
Zu seinem ersten Einsatz in der deutschen A-Nationalmannschaft kam Proske Anfang Februar 2025, als er von Bundestrainer Harold Kreis für die Testspiele gegen die Slowakei erstmals in den Perspektivkader berufen worden war.

## Karrierestatistik
Stand: Ende der Saison 2024/25

### International
Vertrat Deutschland bei:
- U18-Junioren-Weltmeisterschaft 2021
- U20-Junioren-Weltmeisterschaft 2022
- U20-Junioren-Weltmeisterschaft 2023

(Legende zur Spielerstatistik: Sp oder GP = absolvierte Spiele; T oder G = erzielte Tore; V oder A = erzielte Assists; Pkt oder Pts = erzielte Scorerpunkte; SM oder PIM = erhaltene Strafminuten; +/− = Plus/Minus-Bilanz; PP = erzielte Überzahltore; SH = erzielte Unterzahltore; GW = erzielte Siegtore; 1 Play-downs/Relegation; Kursiv: Statistik nicht vollständig)